# Trônes (hiérarchie angélique)
Pour les articles homonymes, voir Trône (homonymie).

Dans l'angélologie chrétienne, les Trônes ( grec ancien : θρόνος , pl. θρόνοι ; latin : thronus , pl. throni ) sont une classe d' anges. Ceci est basé sur une interprétation de Colossiens 1:16.  Selon 1 Pierre 3 : 21-22, Christ était allé au ciel et «des anges, des autorités et des puissances» lui avaient été soumis.

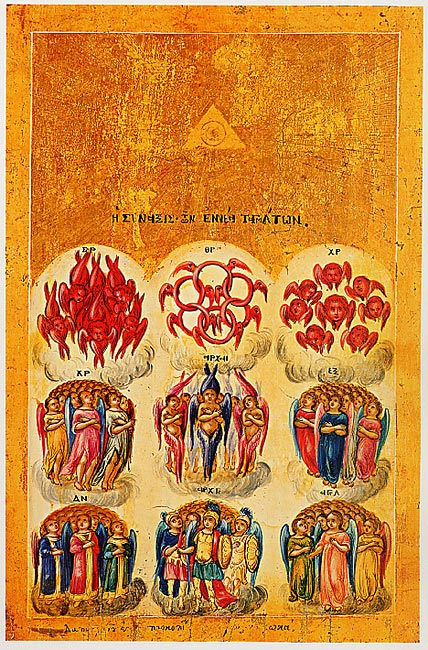
La hiérarchie céleste (Grèce, XVIIIe siècle).

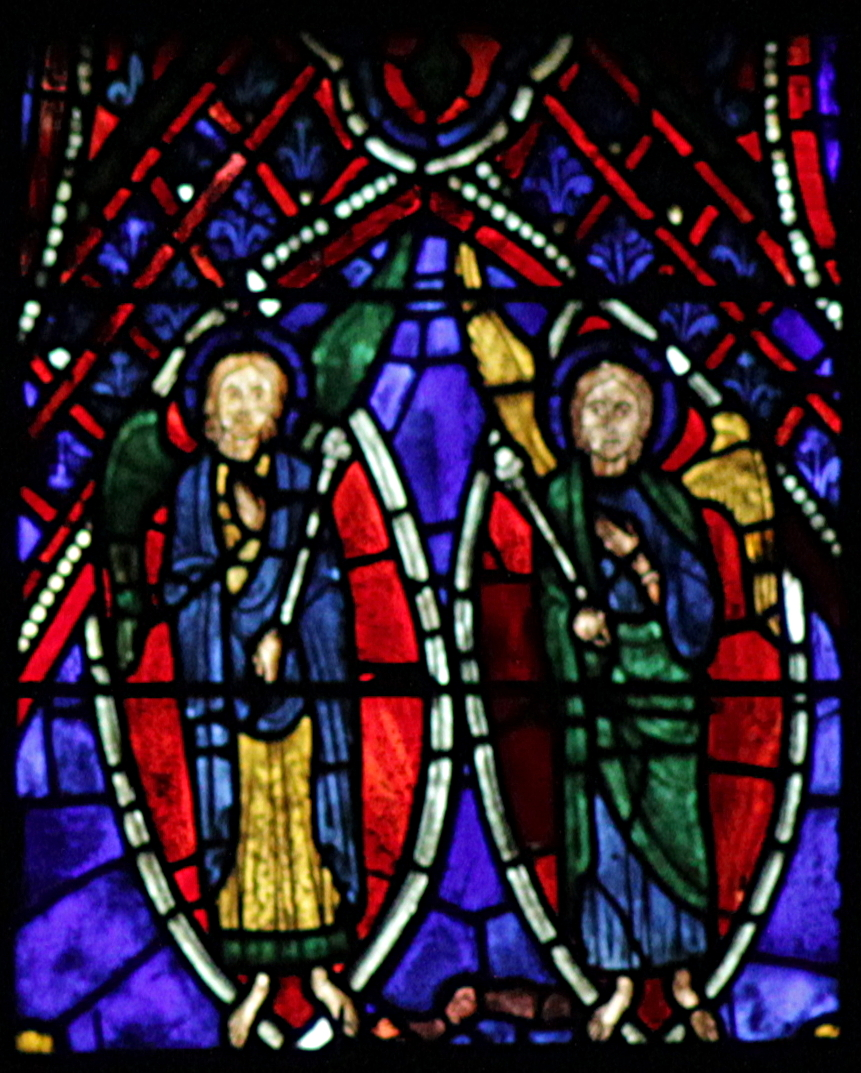
Les Trônes, le vitrail de saint Apollinaire.

Ils constituent l’un des chœurs de la hiérarchie céleste des anges.
Selon le pseudo-Denys l'Aréopagite, auteur chrétien anonyme du Ve siècle, dans son œuvre De Coelesti Hierarchia ; les Trônes constituent, avec les Séraphins et les Chérubins, la première hiérarchie — celle qui se tient au plus près de Dieu. Il indique à leur sujet :
« Quant au nom de Trônes très sublimes et très lumineux, il indique l'absence totale en eux de toute concession aux biens inférieurs (…), leur aptitude à recevoir dans une totale impassibilité, loin de toute souillure matérielle, toutes les visitations de la Théarchie, le privilège qu'ils ont de servir de sièges à Dieu et leur zèle vigilant à s'ouvrir aux dons divins. »
(Hiérarchie céleste, 205C–D, trad. Maurice de Gandillac)
| L'Un                                               |                           |
| Les Séraphins Les Chérubins Les Trônes             | HIÉRARCHIE CÉLESTE        |
| Les Dominations Les Vertus Les Puissances          | HIÉRARCHIE CÉLESTE        |
| Les Principautés Les Archanges Les Anges           | HIÉRARCHIE CÉLESTE        |
| L'Evêque Le Prêtre Le Diacre                       | HIÉRARCHIE ECCLÉSIASTIQUE |
| Les Moines Les Chrétiens baptisés Les Catéchumènes | HIÉRARCHIE ECCLÉSIASTIQUE |

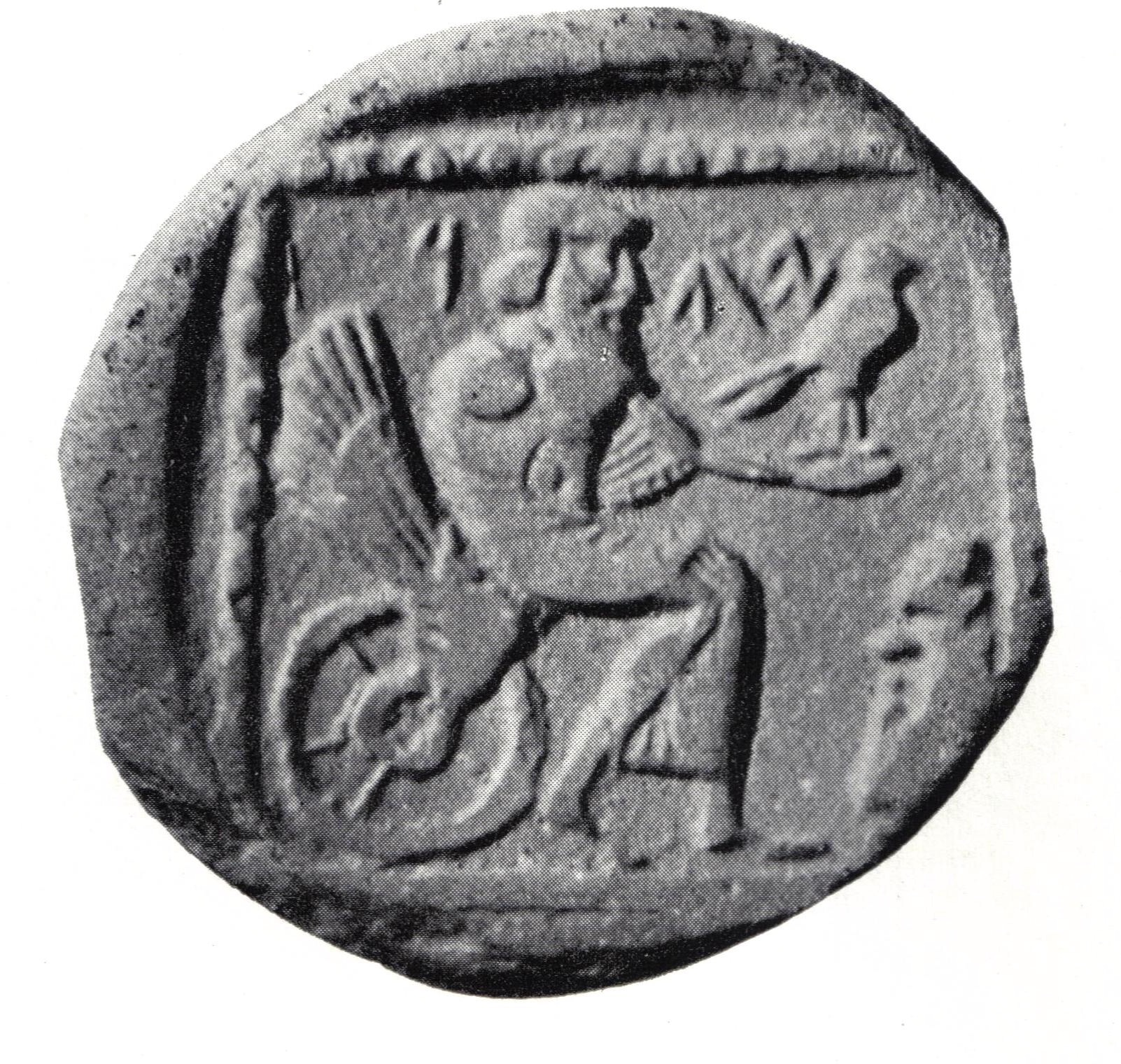
4e s. av. J.-C. Pièce perse de Gaza, Palestine. Les lettres YHW (Yahweh) le dieu du panthéon cananéen sont incisées juste au-dessus du faucon. Il est assis sur une roue ailée comme sont trône.
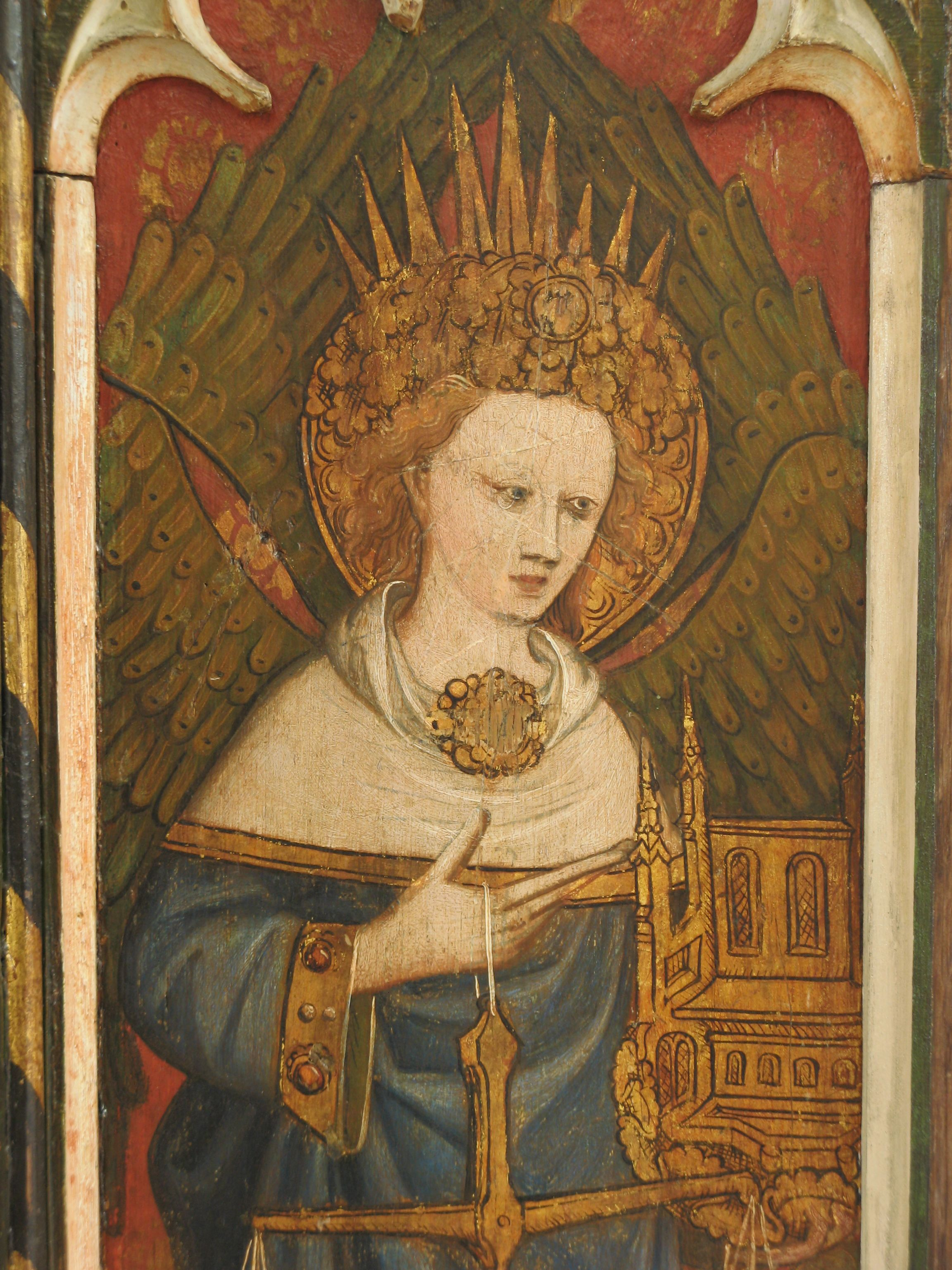
Trône de Barton Turf Jubé, Norfolk, Royaume-Uni.
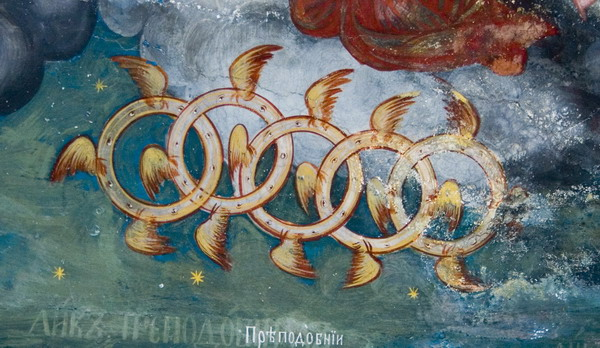
Roue d'Ézéchiel dans l'église Saint-Jean-Baptiste de Kratovo, Macédoine du Nord.

## Forme angélique
Selon Matthew Bunson, l'ordre des anges correspondant dans le judaïsme est appelé abalim ou erelim ,  mais cette opinion est loin d'être universelle. Le mot hébreu erelim n'est généralement pas traduit par « trônes », mais plutôt par «vaillants», «héros» ou «guerriers». [ citation nécessaire ] Mais la fonction attribuée à erelim dans Ésaïe 33 : 7 et dans le folklore juif n'est pas cohérente avec la tradition entourant les trônes.

Les trônes sont parfois assimilés aux Ophanim puisque le trône de Dieu est généralement représenté comme étant déplacé par des roues, comme dans la vision de Daniel 7 : 9 (Ancien Testament). Rosemary Ellen Guiley dans son Encyclopédie des anges déclare que :

Ophan ou "Roue".

Les «trônes» ; également connus sous le nom d'«ophanim» (offanim) et de «galgallin», sont des créatures qui fonctionnent comme de véritables chars de Dieu conduits par les chérubins. Ils se caractérisent par la paix et la soumission ; Dieu repose sur eux. Les trônes sont représentés comme de grandes roues contenant de nombreux yeux et résident dans la zone du cosmos où la forme matérielle commence à prendre forme. Ils chantent des glorias à Dieu et restent pour toujours en sa présence. Ils exercent la justice divine et maintiennent l'harmonie cosmique de toutes les lois universelles.